# Порічки
Порічки (Ribes) — рід листопадних, рідше вічнозелених чагарників з родини аґрусових. Різні види відомі як смородина або аґрус, а деякі з них вирощують заради їстівних плодів або як декоративні рослини. Ribes — єдиний рід у родині Grossulariaceae.

## Назва
До поширених в Україні видів роду Ribes у різних варіаціях застосовуються три назви: порічки, смородина та аґрус. З них лише аґрус однозначно стосується однієї рослини. З іншими трапляється плутанина, різними авторами йменуються то порічками, то смородиною. З них смородиною називають чорну, запашну та смородину золотисту (деякі вважають останню синонімом попереднього виду), інші — порічками. На думку Меженського В. М. (2014) два останні інтродуковані види слід іменувати смородиною. Подібна до «порічки» назва поширена у польській (пор. з пол. porzeczka) та білоруській (біл. парэчкі) мовах і походить від слова «річка», оскільки дикі представники роду Ribes, зокрема аґрус та порічки ростуть понад річками, лісовими потічками. Інші назви пурички, позички, яґрес.
Серед поширених в Україні культурних видів, що мають господарче значення, смородиною здебільшого називають Ribes nigrum, порічками — Ribes rubrum (розрізняючи білі та червоні порічки), аґрусом — Ribes uva-crispa.

## Ботанічний опис
Види роду - кущі з гладкими або колючими пагонами.
Листя чергове, пальчасто- або долонеподібно-лопатеве.
Квіти двостатеві або дводомні, п’ятичленні, зібрані в суцвіття-кисті. Квіткове ложе увігнуте, зросле з зав’яззю (т.зв. гіпантій) і переходить по краях в 5, звичайно зеленуватих чашолистків. Пелюсток також 5, всі вільні. Тичинок стільки ж. Зав’язь одногнізда, за іншими даними двогнізда, багатонасінна. Стовпчика два.
Формула квітки: {\displaystyle \ast K_{4-5}\;C_{4-5}\;A_{4-5}\;G_{(2-4)}}. Структура квітки нестабільна.
Плід — соковита ягода. На вершині зберігається засохлий оцвітник.

## Морфологія, поширення
Пагони гладенькі, рідше з колючками. Листки чергові, прості, часто опушені, інколи із залозами. Квітки в китицях, рідше в пучках чи поодинокі. Дво- або одностатеві. Плід — ягода. Близько 150 видів у холодному та помірному поясах Євразії, Північної та Південної Америки та Африки (гори Атлас).
Ростуть переважно в сирих лісах, вздовж річок і на болотах, багато видів — у горах.
Серед природних шкідників — П'ядун аґрусовий.

## Види
Докладніше:Список видів Ribes
Всього до роду Ribes належить близько 150 видів.
В Україні 8 видів:
- Порічки альпійські (R. alpinum, синонім порічки блискучі — R. lucidum)
- Порічки карпатські (R. petraeum, синонім R. carpaticum або ж R. petraeum var. carpaticum[7]
- Порічки колосисті (R. spicatum)
- Порічки криваво-червоні (R. sanguineum)
- Порічки червоні, (R. rubrum)
- Смородина чорна (R. nigrum)
- Порічки золотисті (R. aureum, синонім порічки запашні — R. odoratum)
- Аґрус (R. uva-crispa, синонім Grossularia reclinata)

## Значення і застосування
Сорти деяких видів і міжвидові гібриди широко вирощуються в якості ягідних плодових культур. Крім вживання безпосередньо в їжу свіжих ягід, з них готують варення, компот, желе, пастилу, мармелад, сироп, сироп та алкогольні напої (вина, брагу). Листя і плоди смородини використовуються для приготування відварів і чаїв, як смакова добавка до м'яса і риби.
Багато видів смородини — медоносні рослини.
Сік чорної смородини використовується для приготування природних харчових барвників.
Представники роду є проміжними господарями гриба Cronartium ribicola, що викликає пухирчасту іржу сосен.
Існують обмеження щодо вирощування деяких видів порічки у деяких штатах США, оскільки вони є основним проміжним господарем пихурчастої іржі сосни.

## Вирощування
Порічки, смородина та аґрус є поширеними ягідними культурами у промисловому та аматорському садівництві в Україні. Вони займають площу близько 5,4 тис. га, з якої щорічно збирають понад 30 тис. т ягід. Ці плодові кущі здавна відомі, їх дикорослі форми належать до природної флори України.
Лідерами вирощування порічок та смородини (англ. currants) на світовому ринку є Росія і Польща.
| Країна          | Виробництво |
| --------------- | ----------- |
| Росія           | 436,9       |
| Польща          | 146,5       |
| Україна         | 25,8        |
| Австрія         | 4,7         |
| Велика Британія | -           |
| Данія           | 1,5         |
| Франція         | 11,4        |
| Німеччина       | 12,0        |

## Галерея

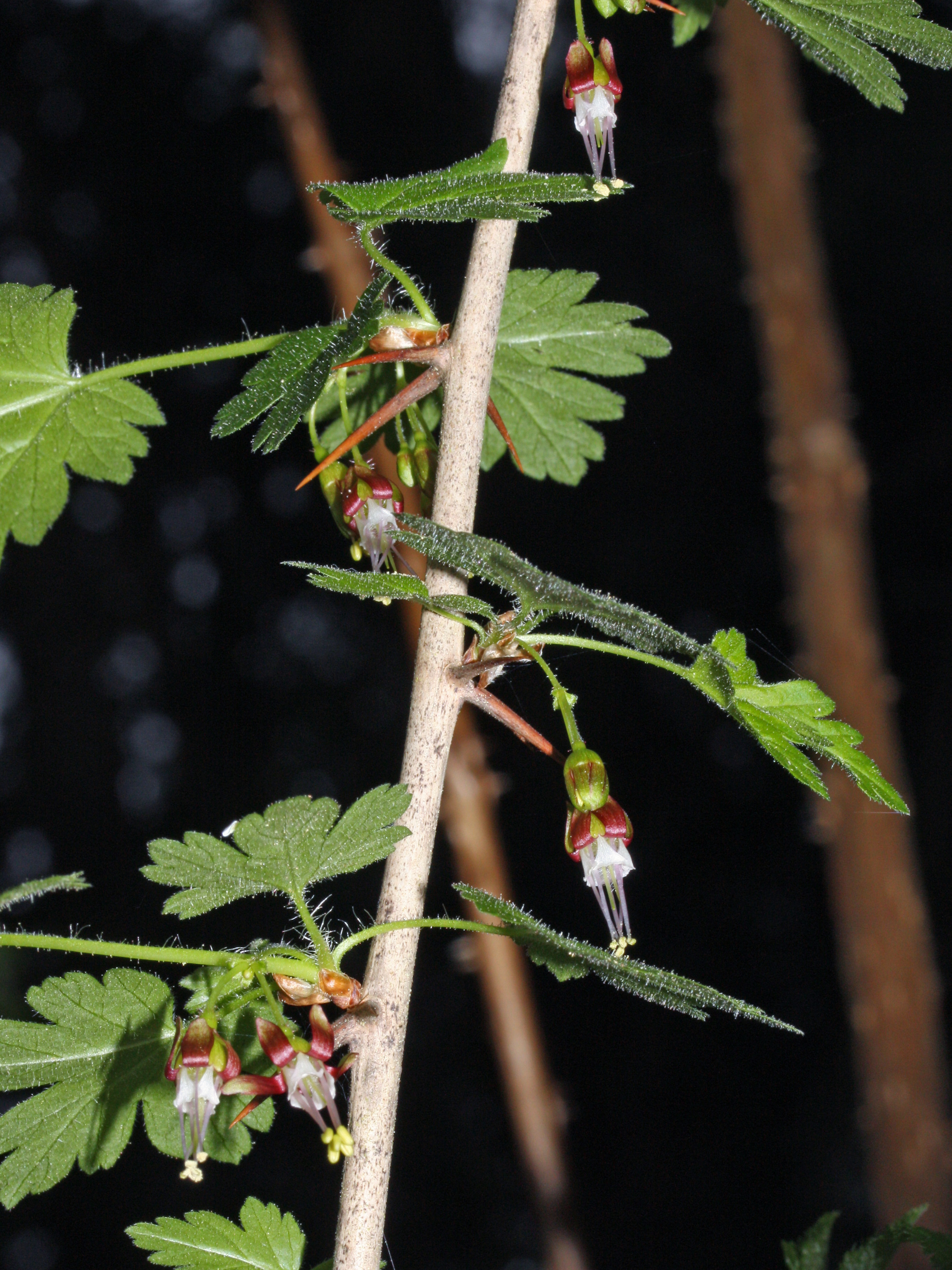
Ribes divaricatum
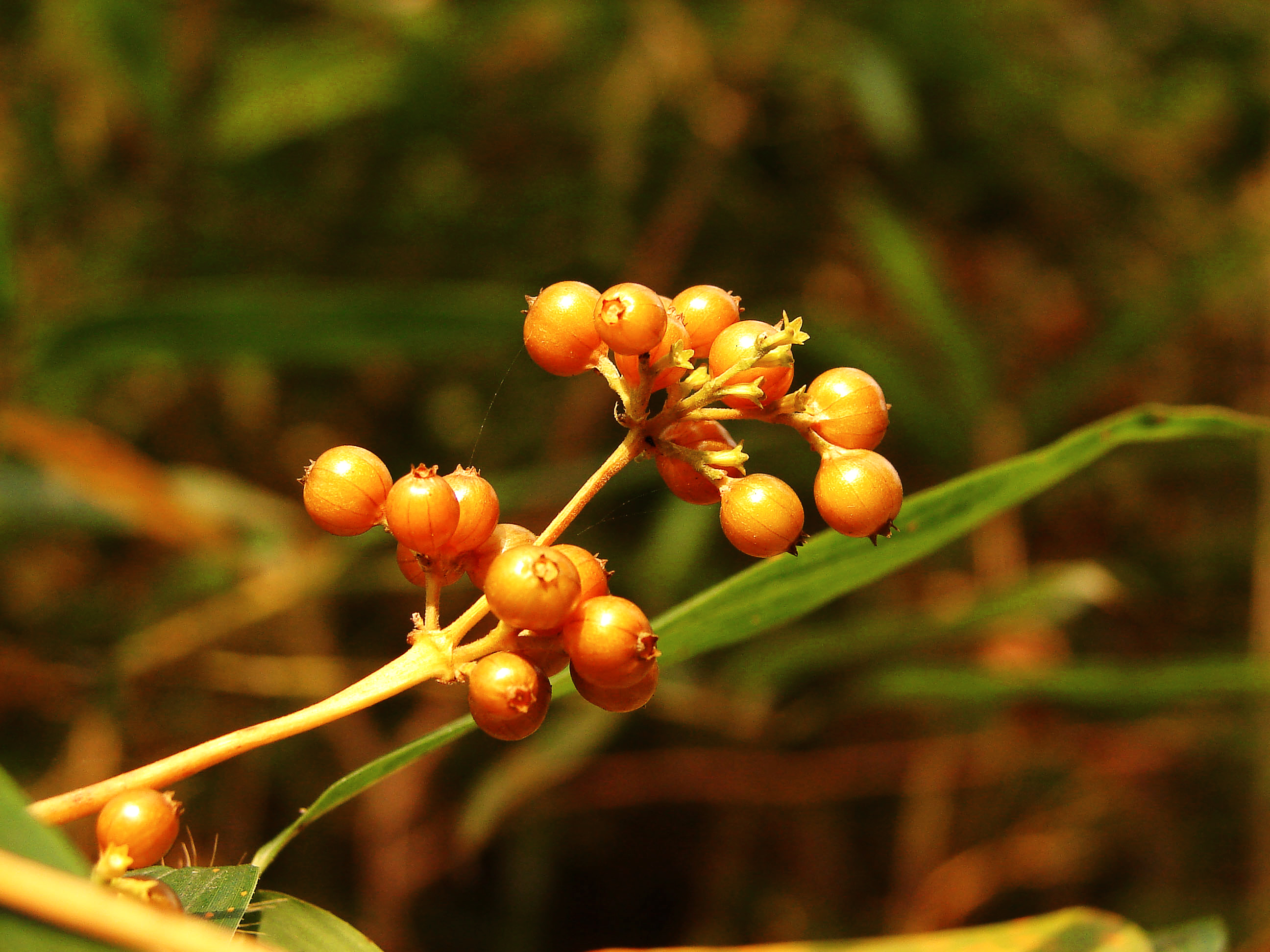
Ribes fasciculatum var. chinense
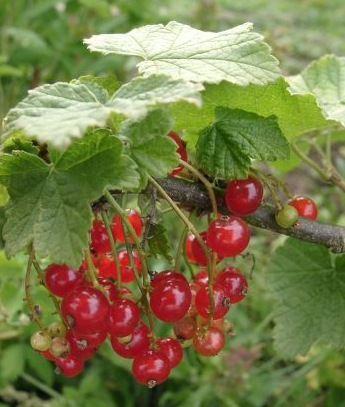
Rote johannisbeere
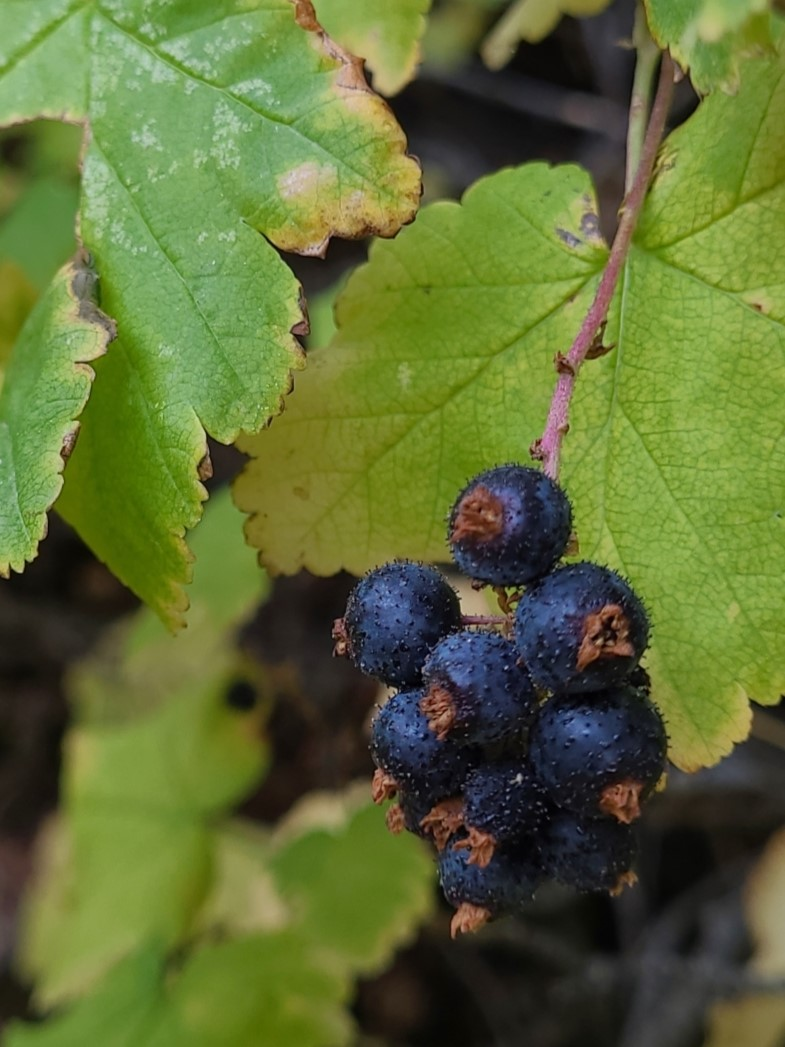
Ribes wolfii
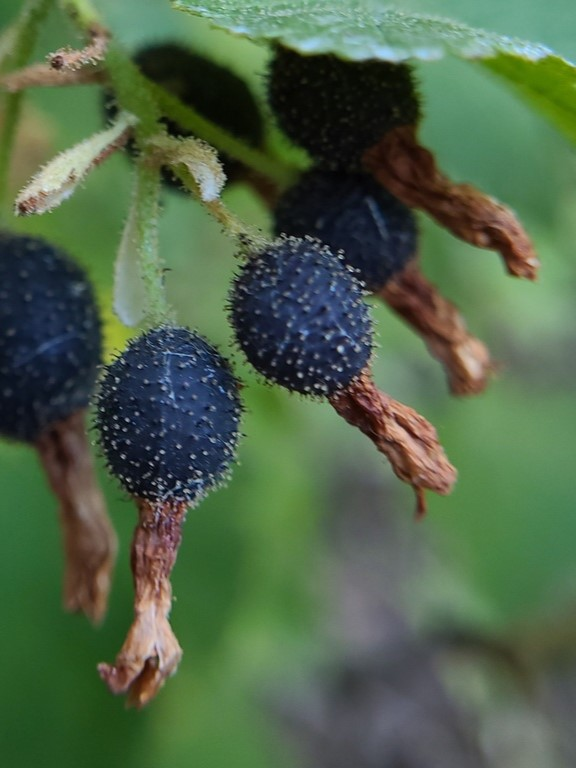
Ribes viscosissimum
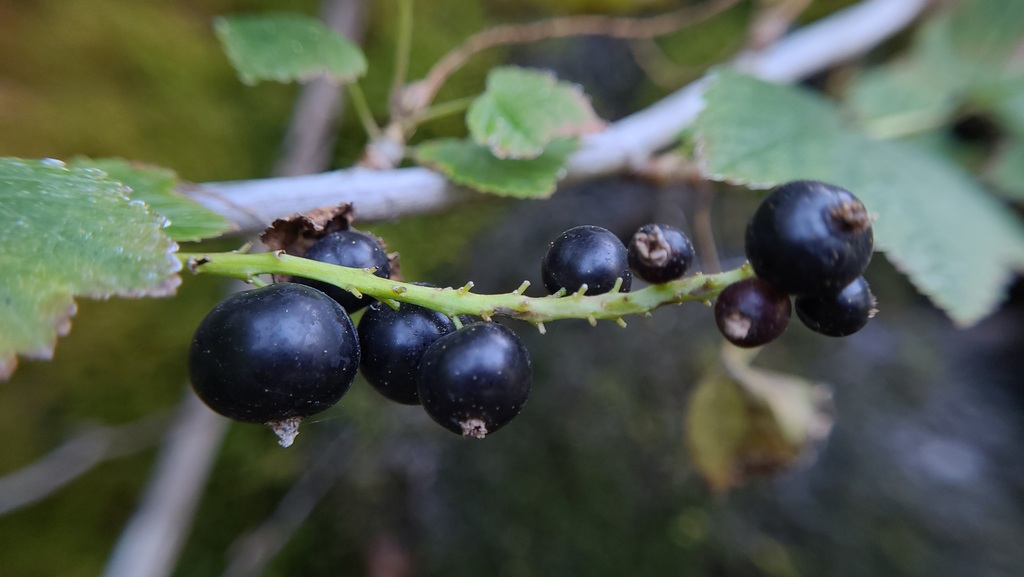
Ribes hudsonianum
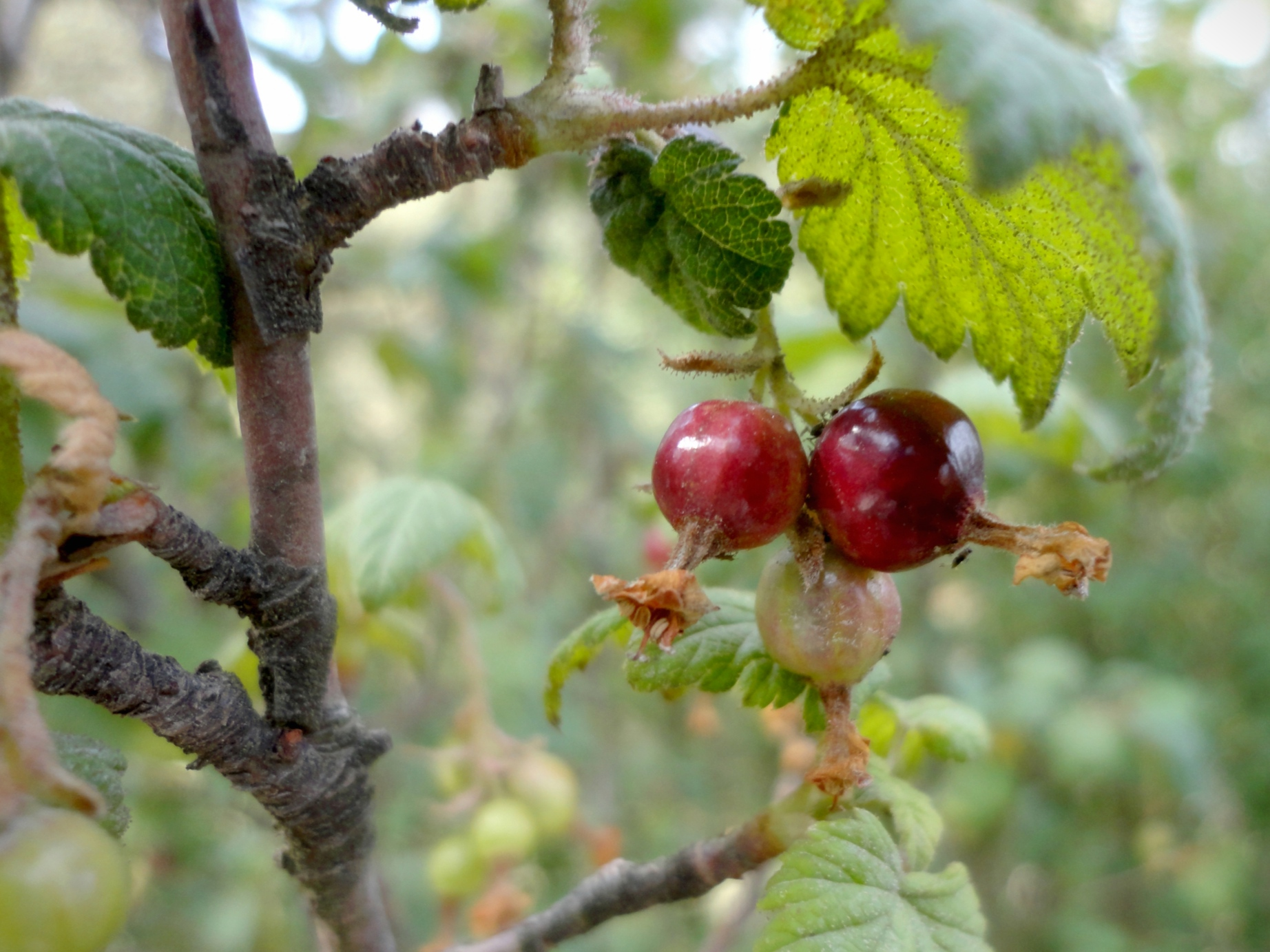
Ribes ciliatum
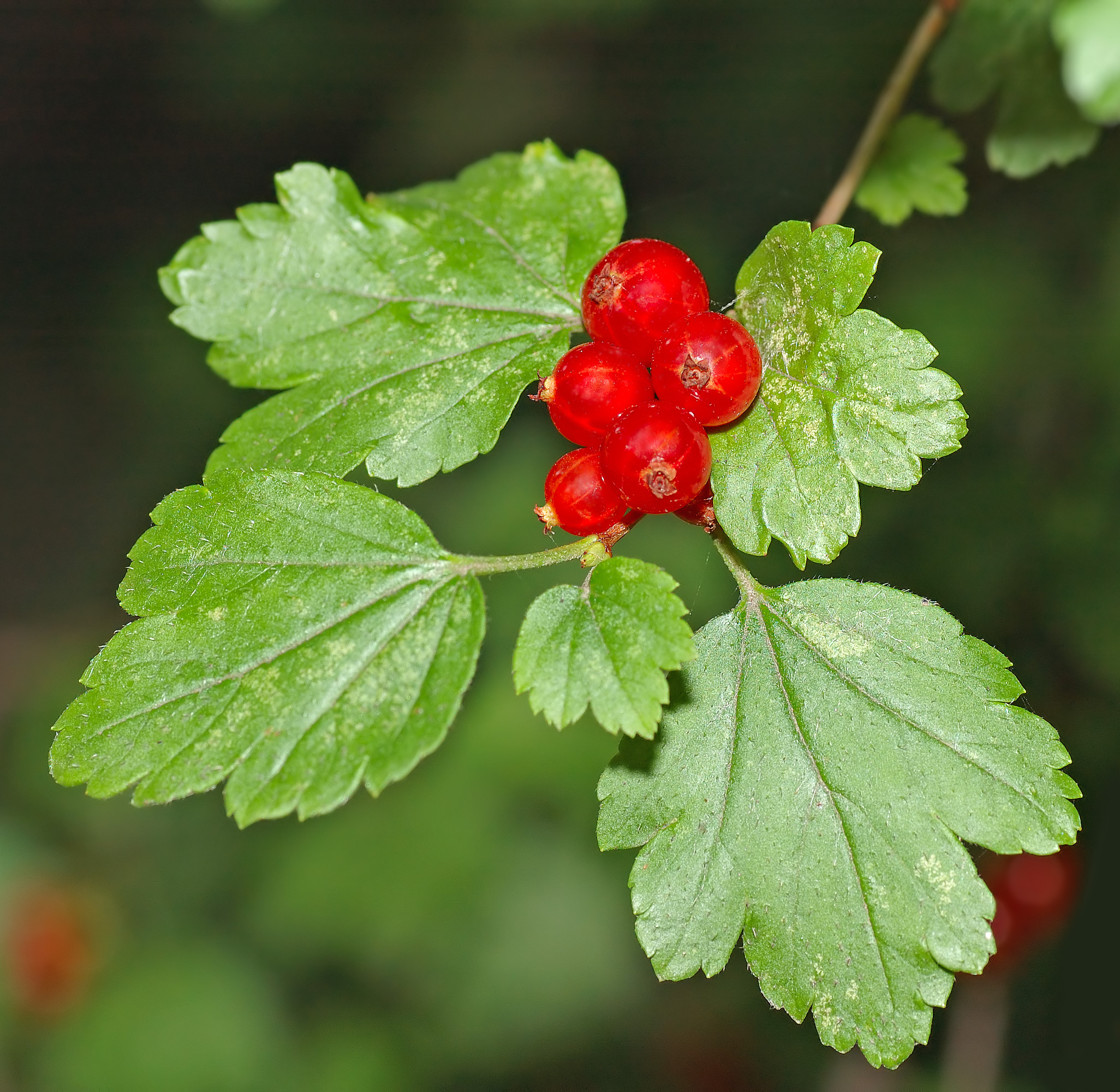
Ribes alpinum
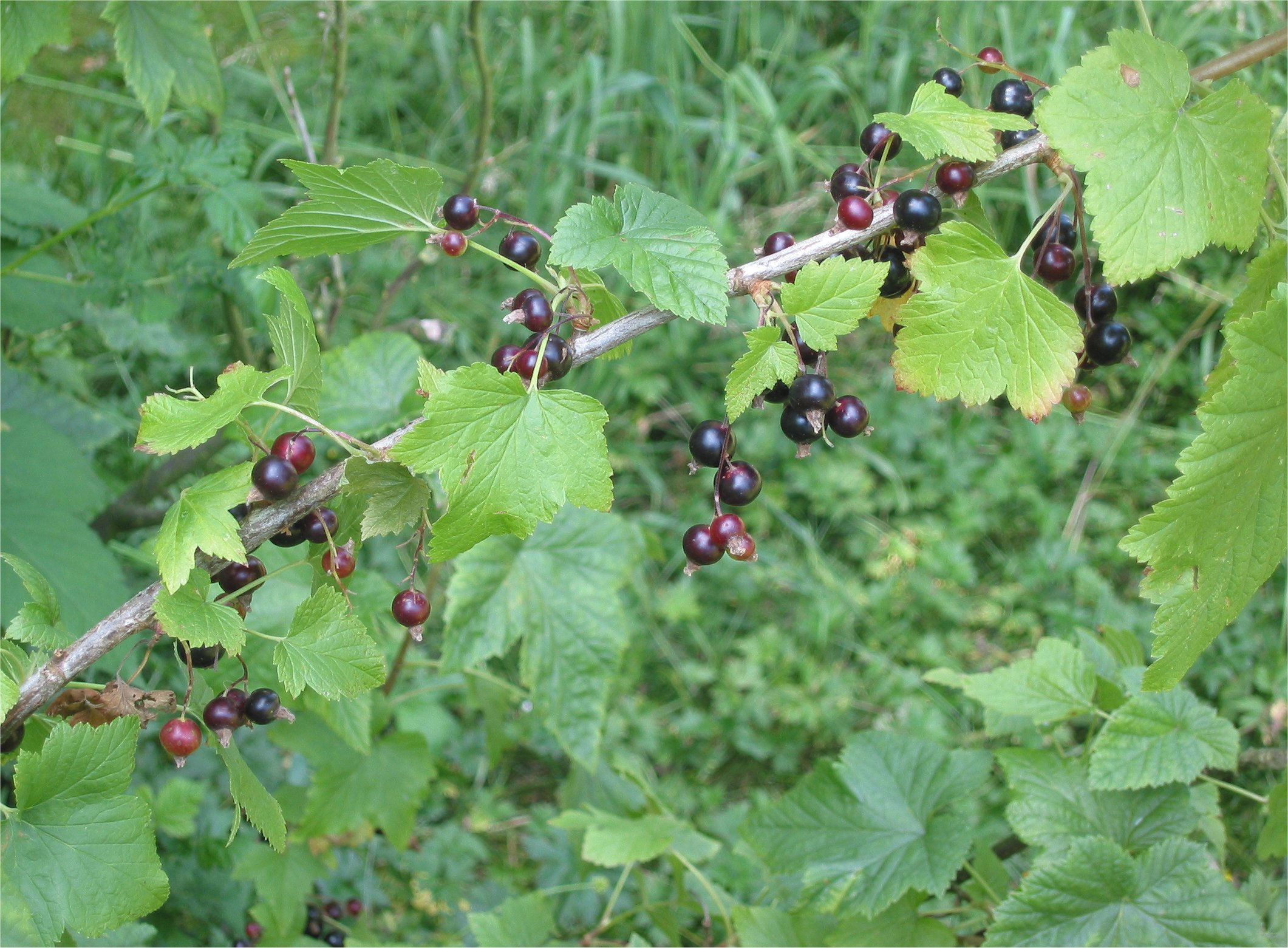
Ribes nigrum
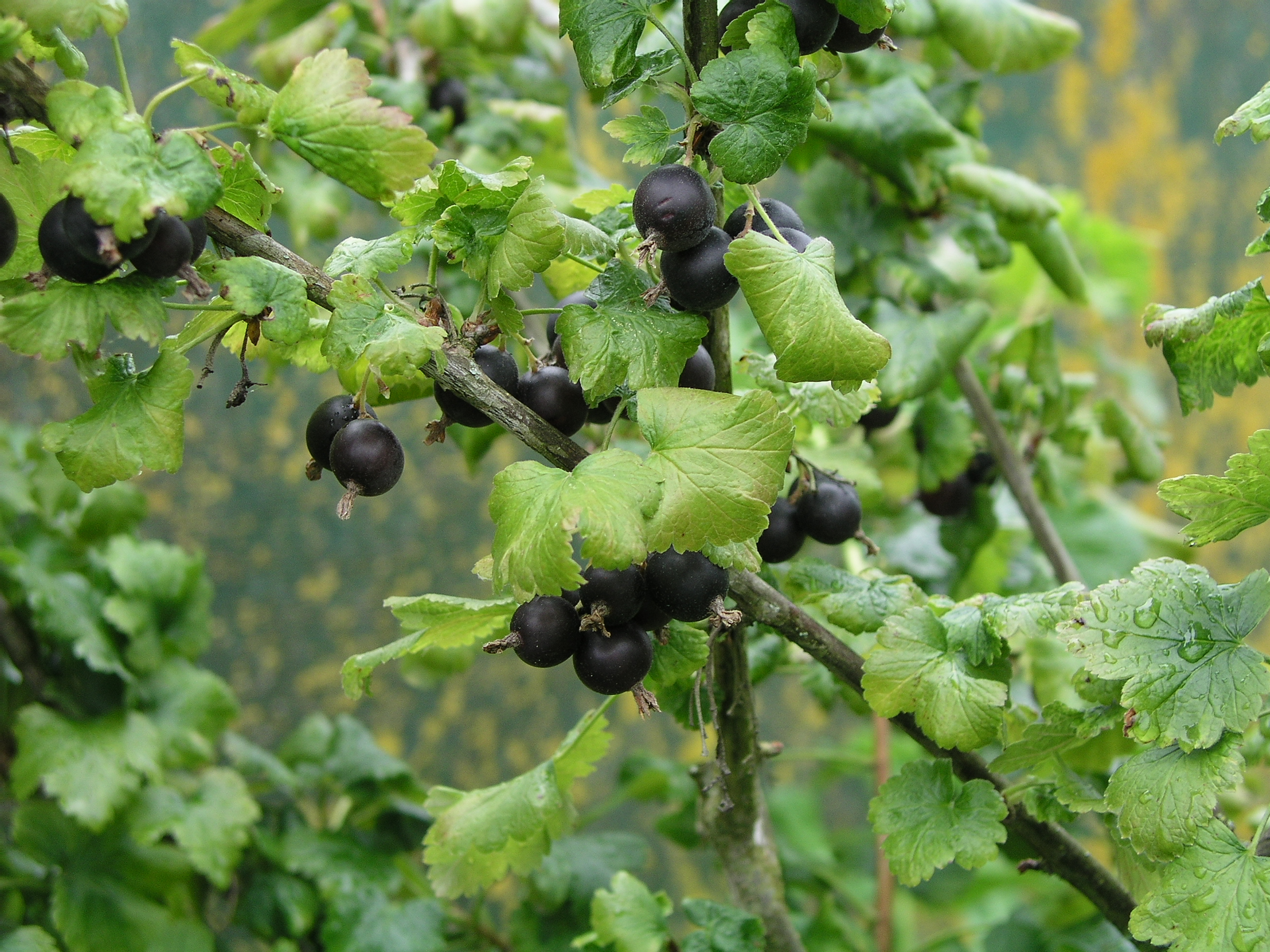
Ribes × nidigrolaria
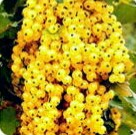
Ribes grande
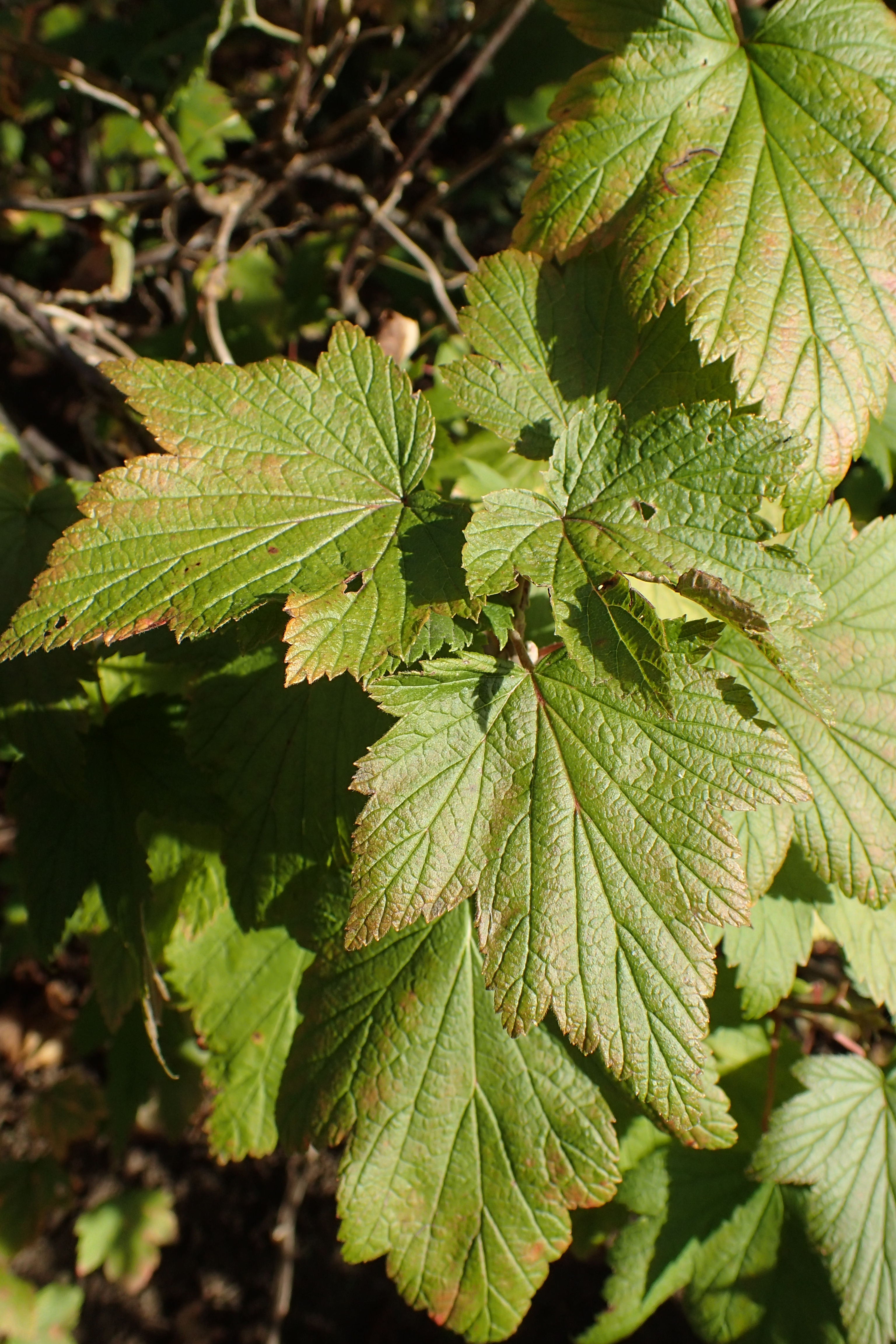
Ribes americanum
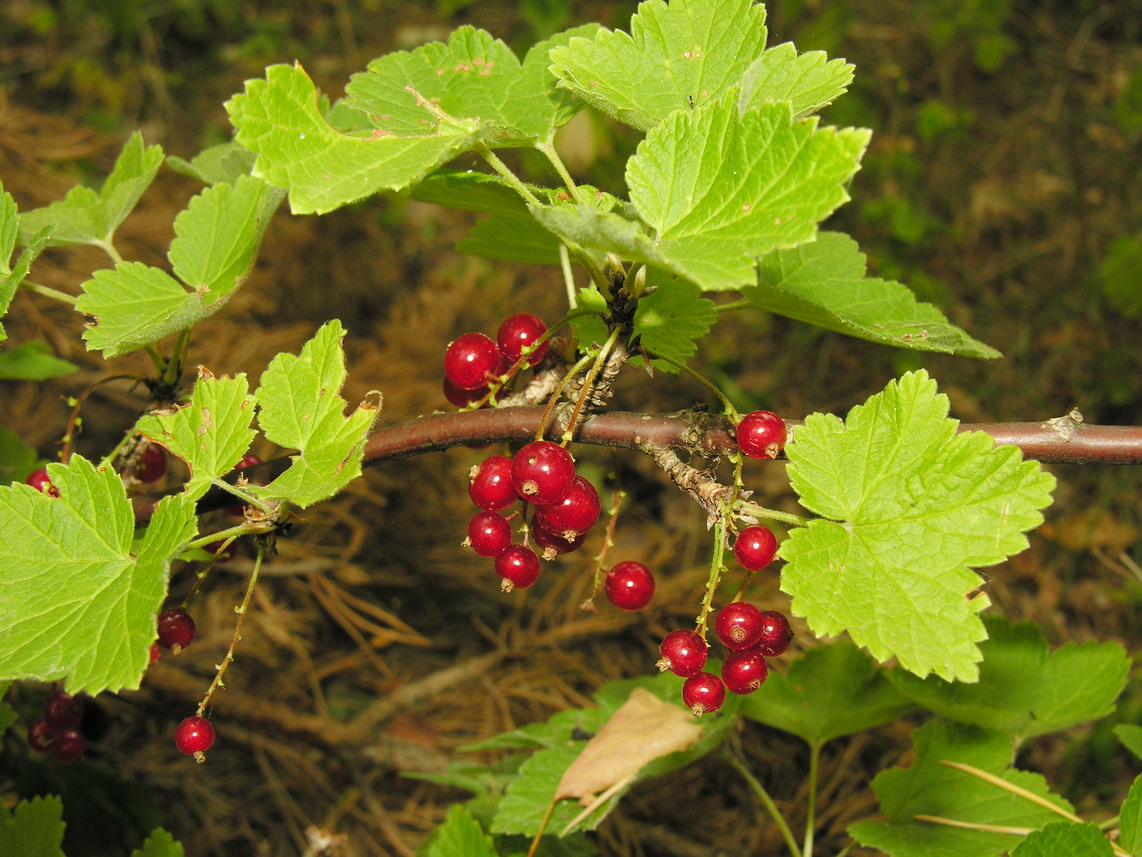
Ribes spicatum
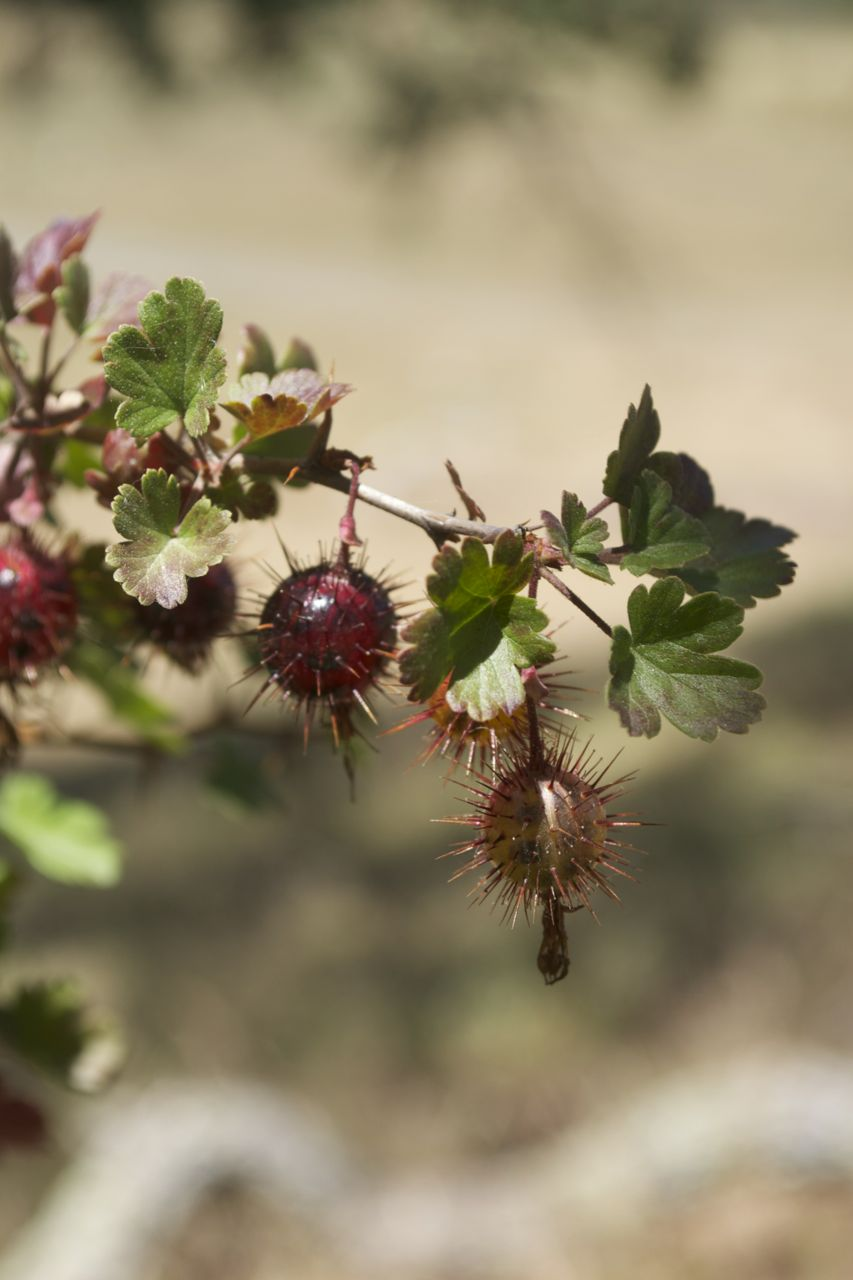
Ribes californicum
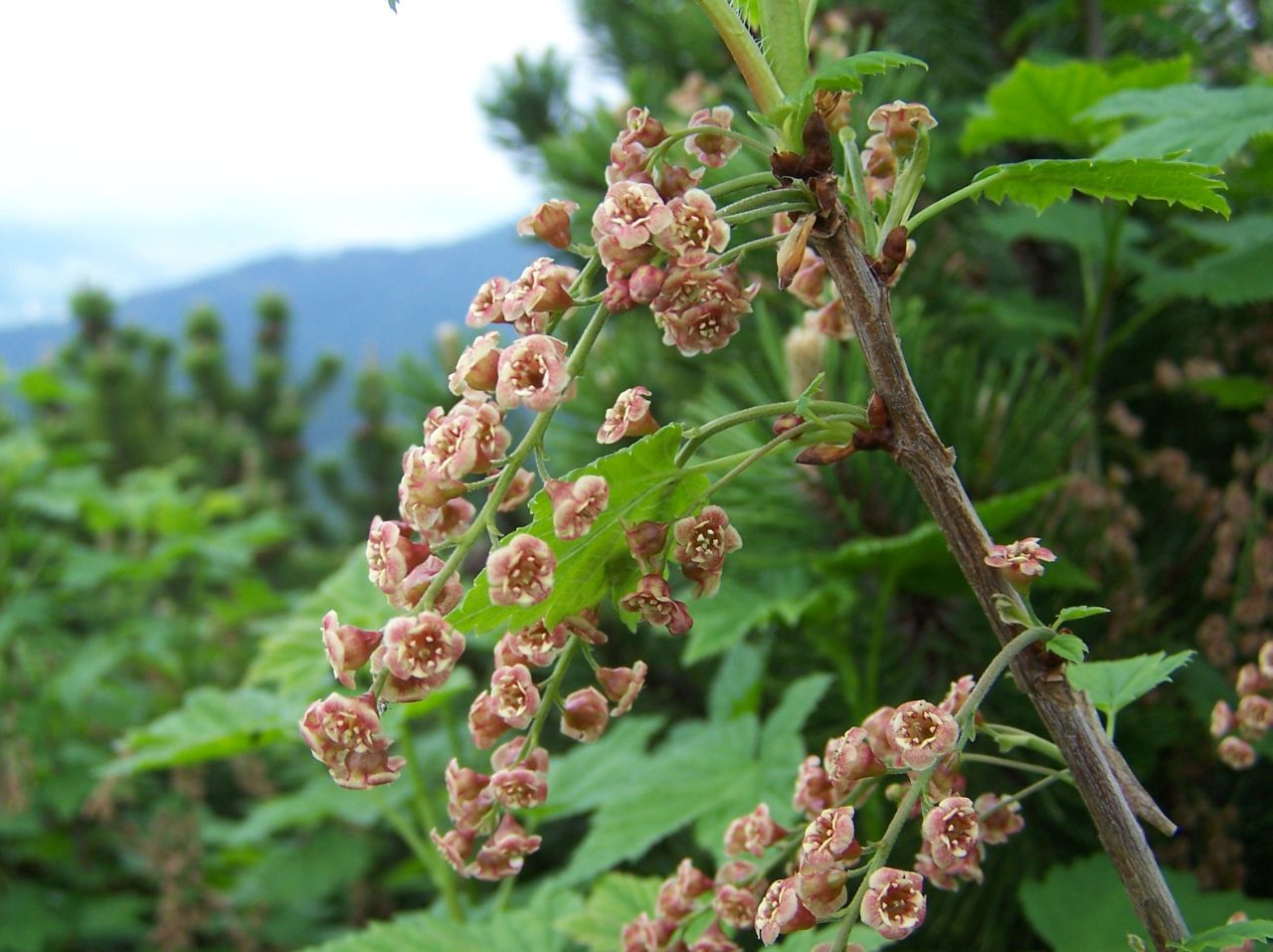
Ribes petraeum
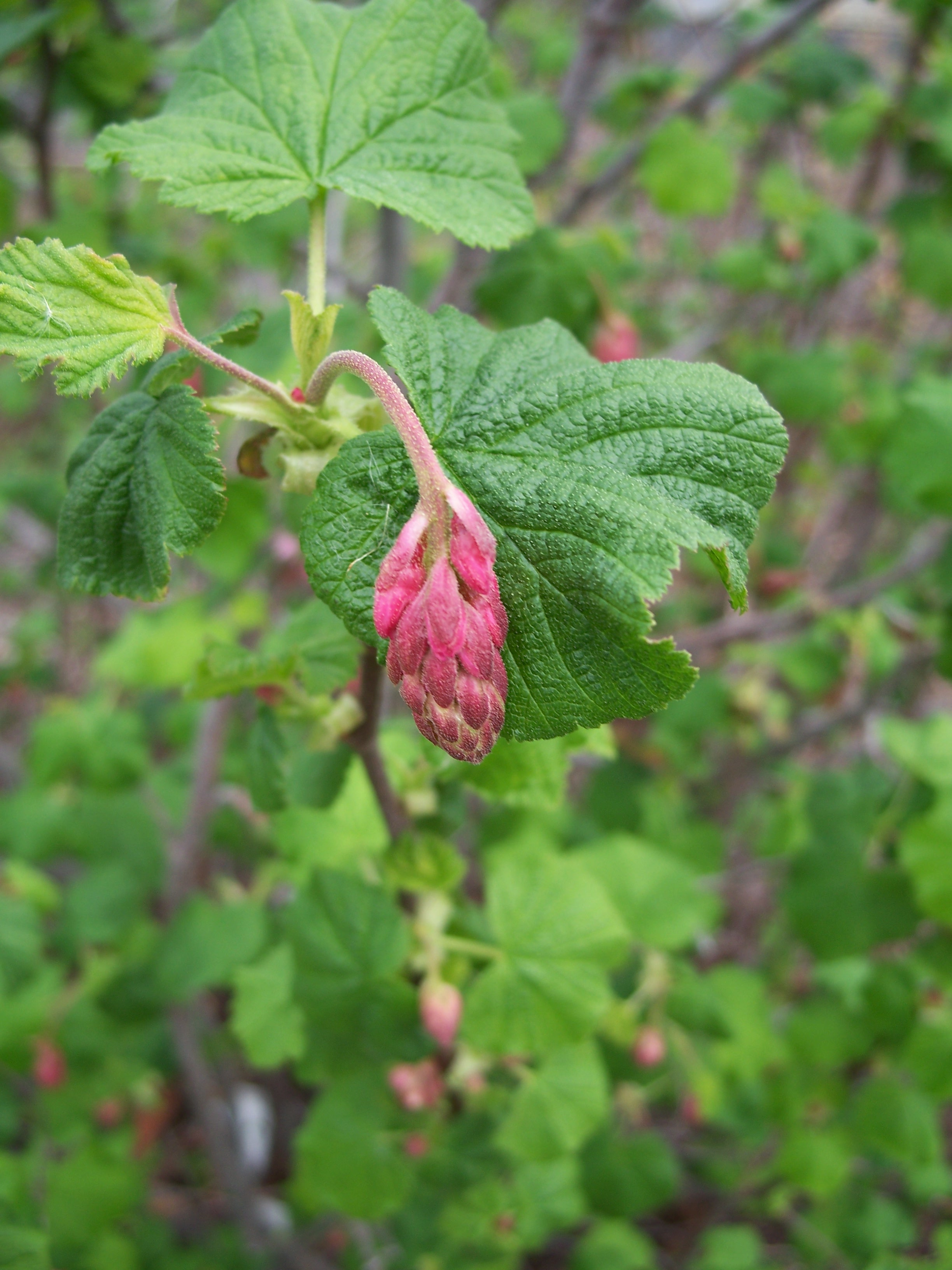
Ribes sanguineum
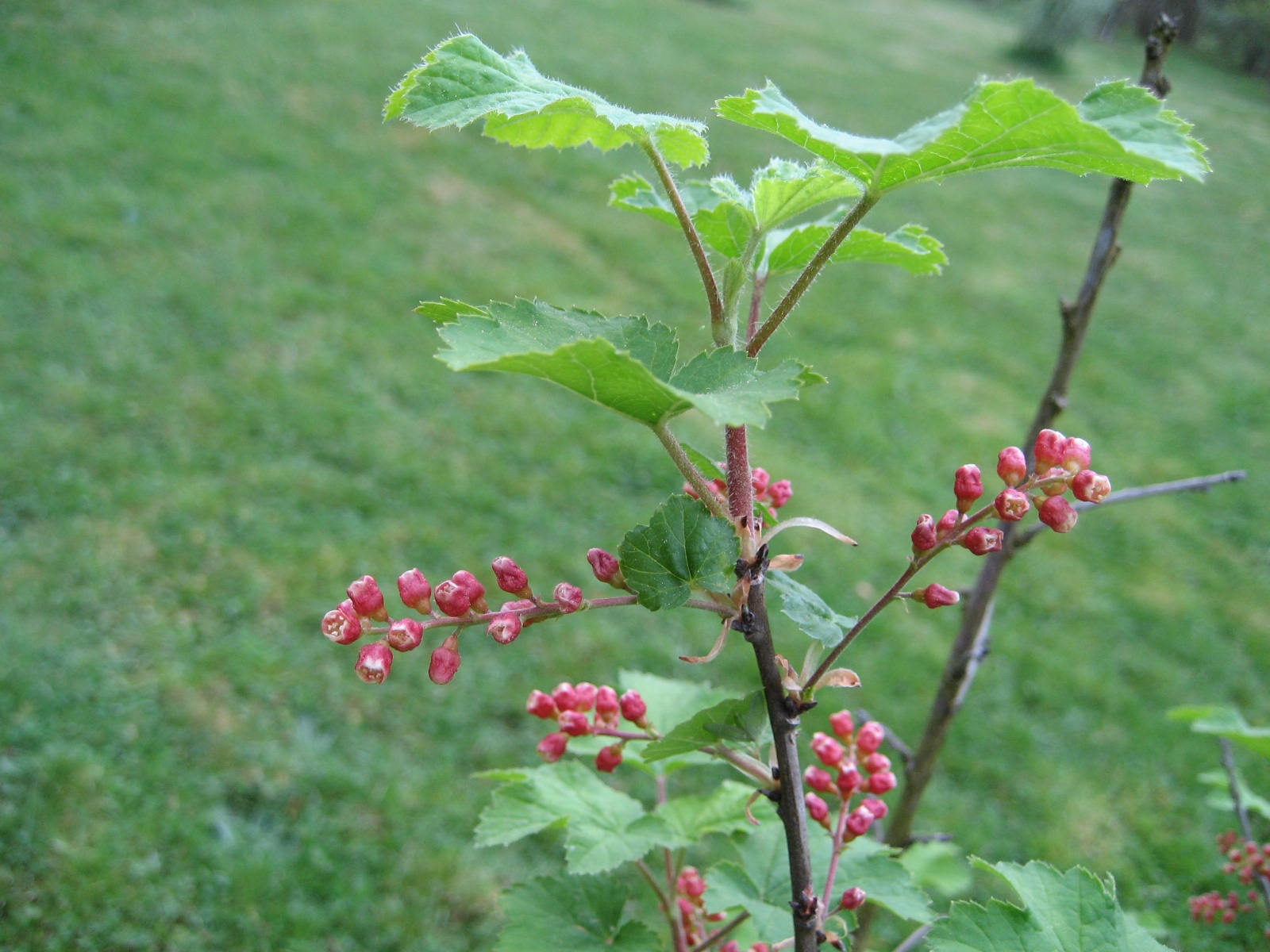
Ribes meyeri
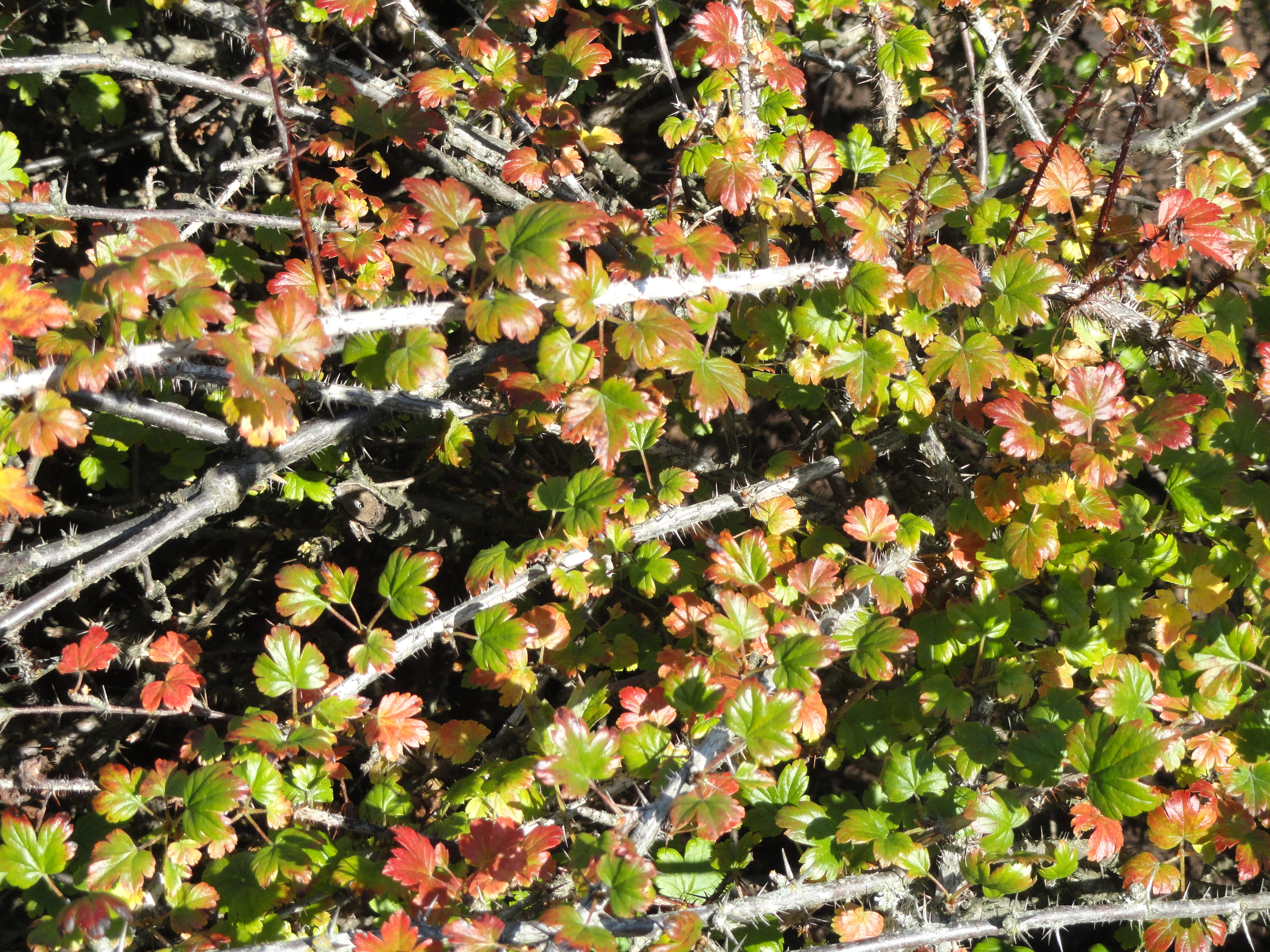
Ribes aciculare
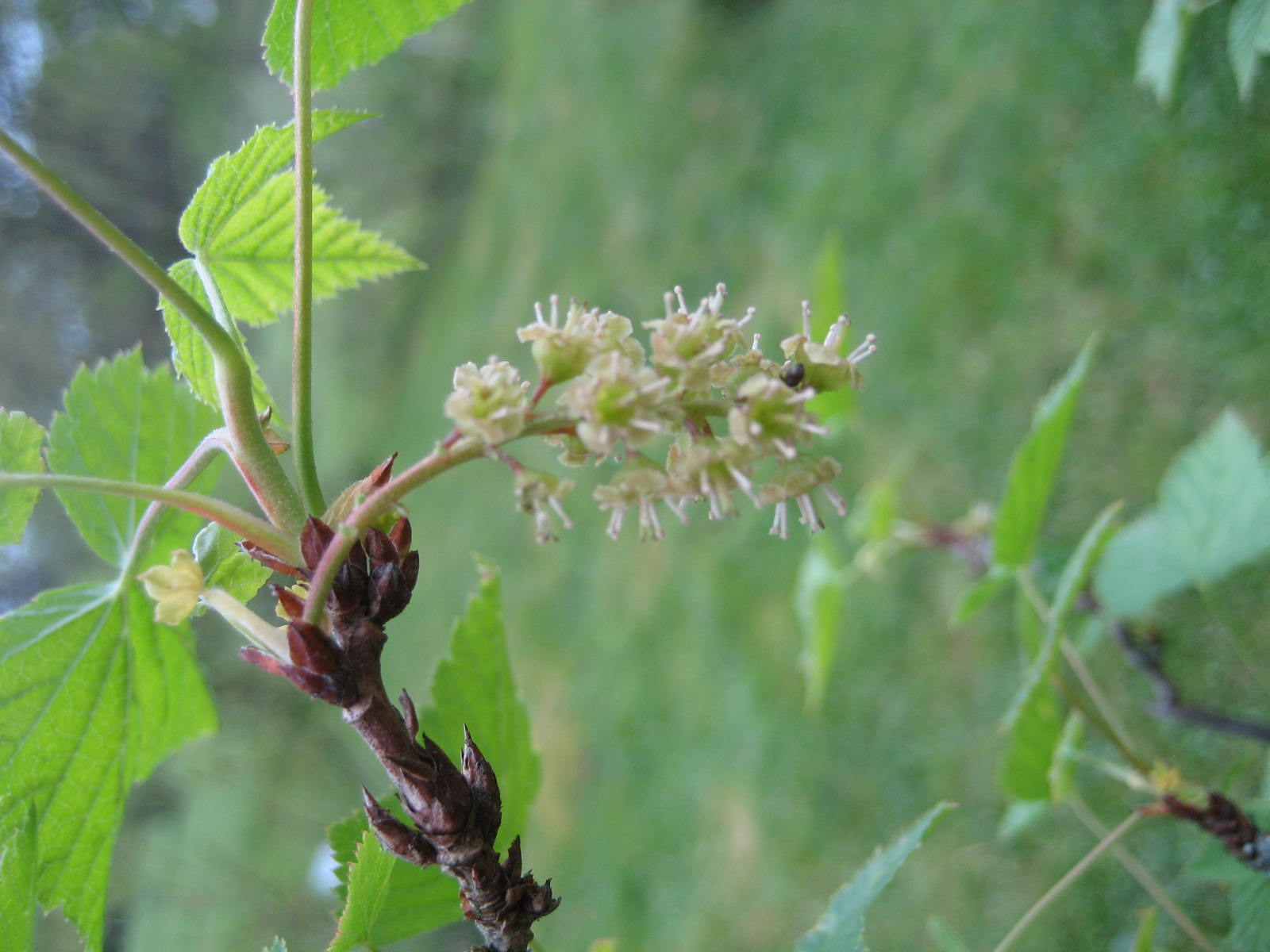
Ribes manshuricum
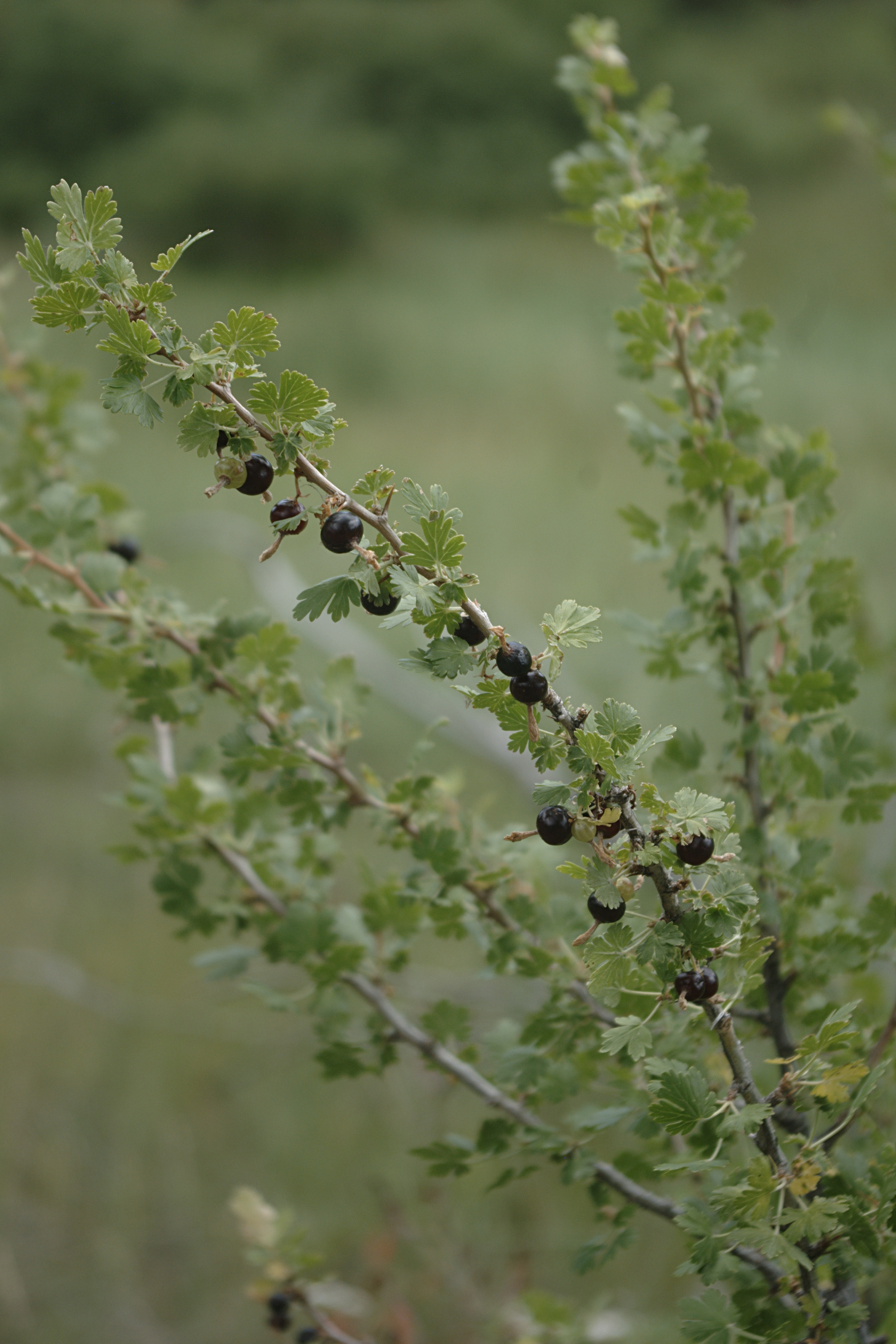
Ribes leptanthum
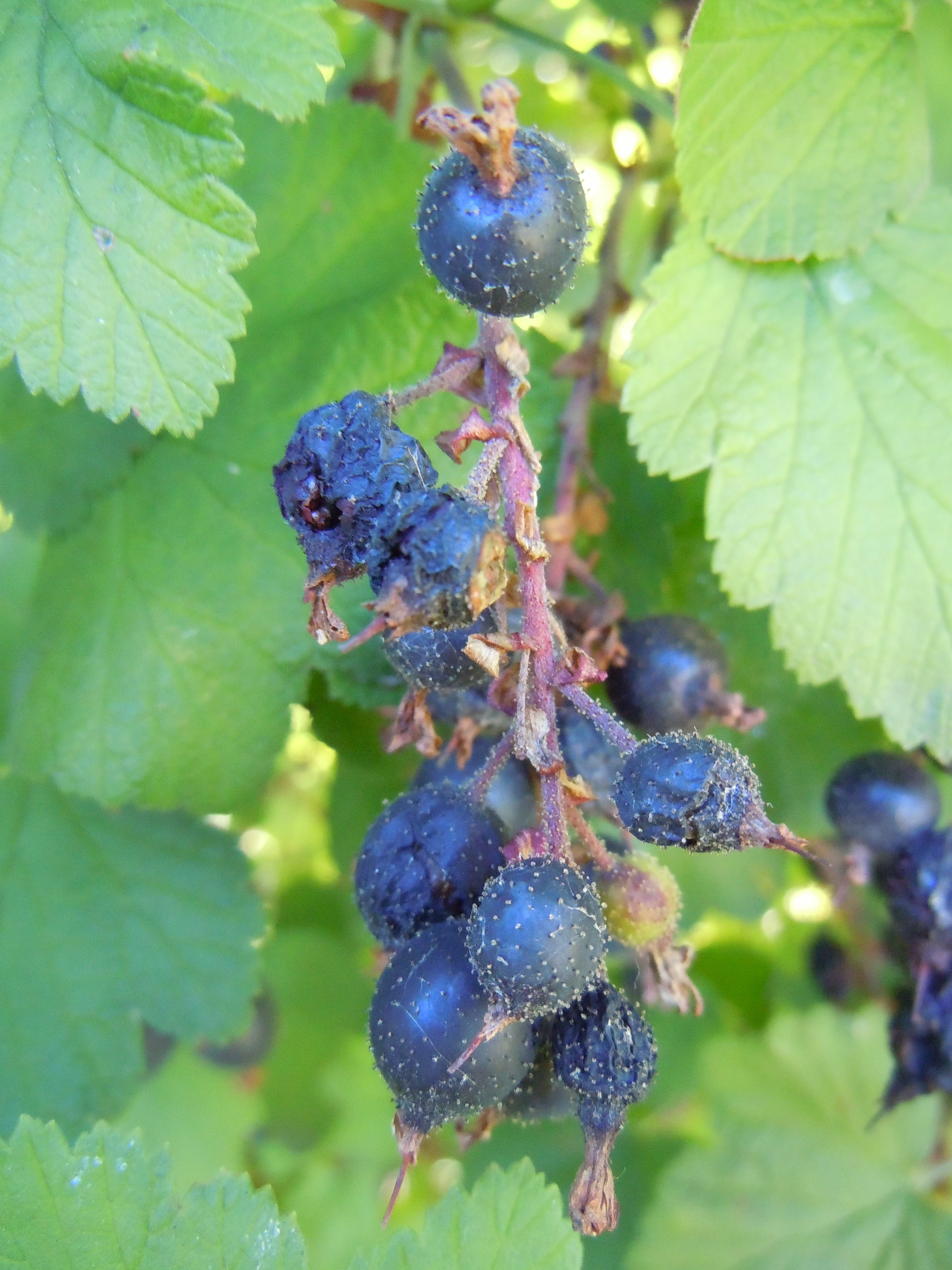
Ribes sanguineum
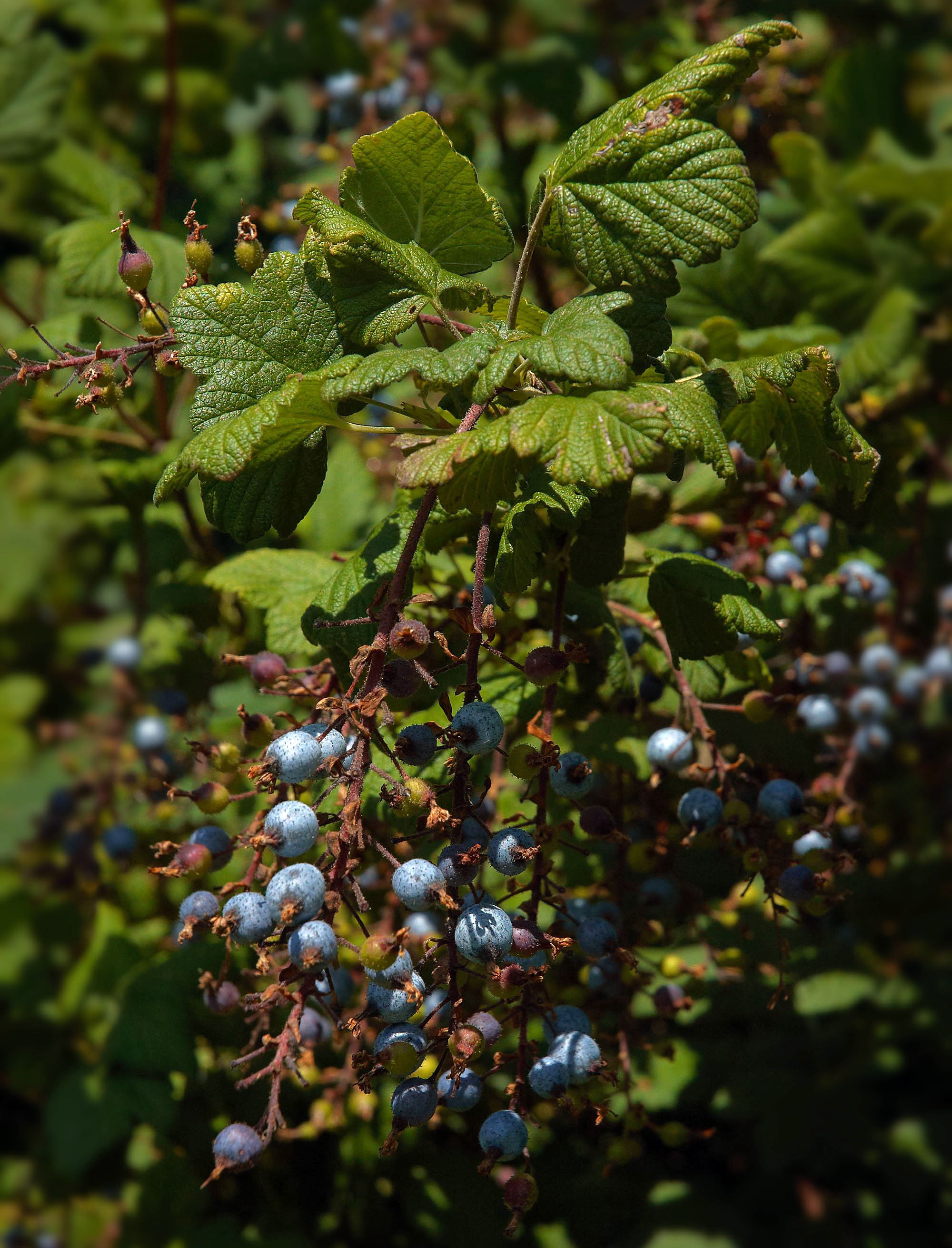
Ribes sanguineum
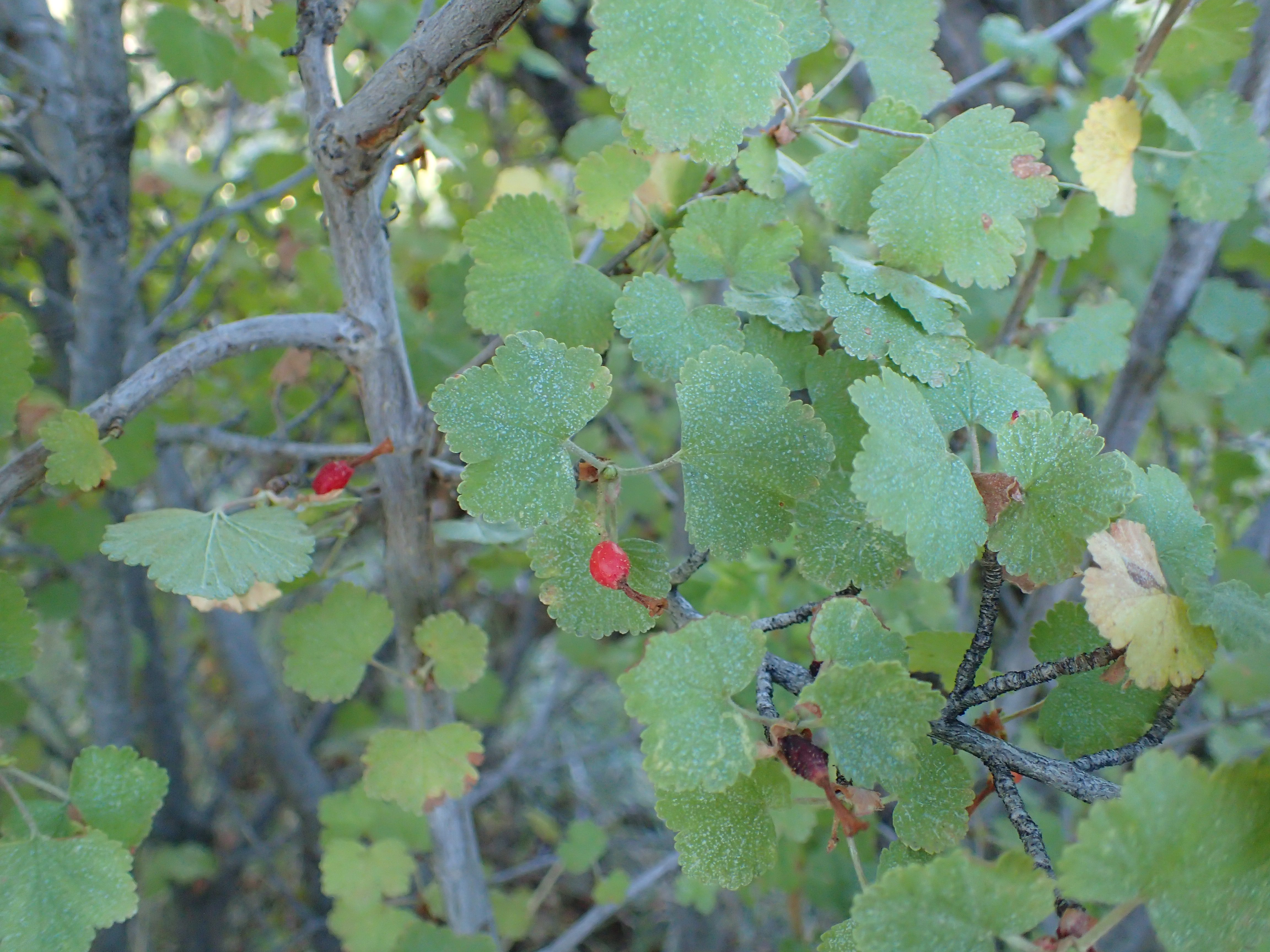
Ribes cereum
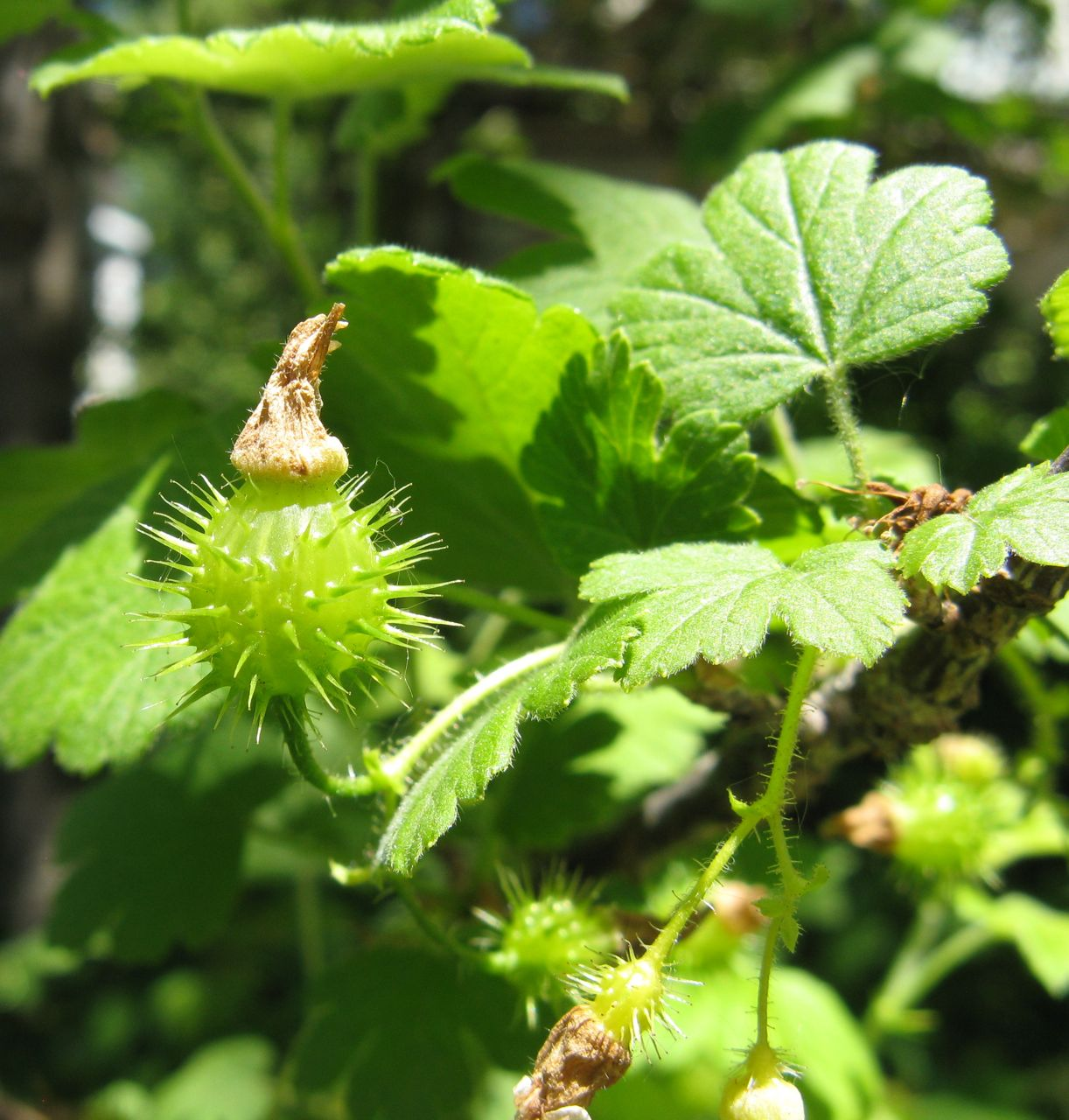
Ribes cynosbati
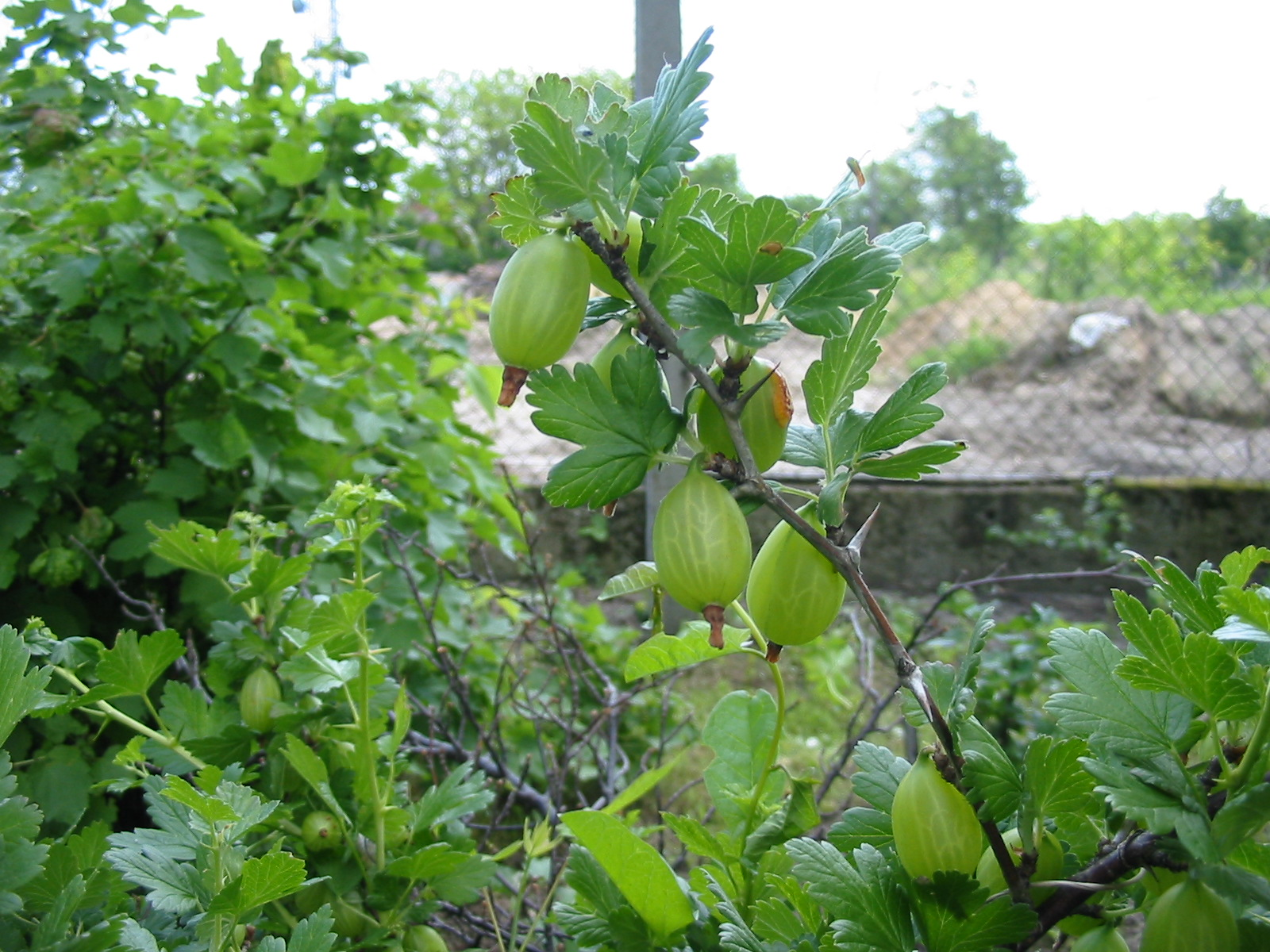
Ribes grossularia